# العلاقات السويدية الليختنشتانية
العلاقات السويدية الليختنشتانية هي العلاقات الثنائية التي تجمع بين السويد وليختنشتاين.

## مقارنة بين البلدين
هذه مقارنة عامة ومرجعية للدولتين:
| وجه المقارنة                                              | السويد                                                                               | ليختنشتاين                                 |
| --------------------------------------------------------- | ------------------------------------------------------------------------------------ | ------------------------------------------ |
| المساحة (كم2)                                             | 450.30 ألف                                                                           | 16                                         |
| عدد السكان (نسمة)                                         | 10.16 مليون                                                                          | 37.47 ألف                                  |
| الكثافة السكانية (ن./كم²)                                 | 22.56                                                                                | 234.19 ألف                                 |
| العاصمة                                                   | ستوكهولم                                                                             | فادوتس                                     |
| اللغة الرسمية                                             | اللغة السويدية، لغات السامي، اللغة الفنلندية، منكيلي، اللغة الرومنية، اللغة اليديشية | اللغة الألمانية                            |
| العملة                                                    | كرونة سويدية                                                                         | فرنك سويسري                                |
| الناتج المحلي الإجمالي (بليون دولار)                      | 538.04 مليار                                                                         | 6.29 مليار                                 |
| الناتج المحلي الإجمالي (تعادل القوة الشرائية) بليون دولار | 469.01 مليار                                                                         |                                            |
| الناتج المحلي الإجمالي الاسمي للفرد دولار أمريكي          | 50.58 ألف                                                                            |                                            |
| الناتج المحلي الإجمالي للفرد دولار أمريكي                 | 45.30 ألف                                                                            |                                            |
| مؤشر التنمية البشرية                                      | 0.907                                                                                | 0.908                                      |
| رمز المكالمات الدولي                                      | +46                                                                                  | +423                                       |
| رمز الإنترنت                                              | .se                                                                                  | .li                                        |
| المنطقة الزمنية                                           | توقيت وسط أوروبا، ت ع م+01:00، ت ع م+02:00، أوروبا/ستوكهولم ‏                         | توقيت وسط أوروبا، ت ع م+01:00، ت ع م+02:00 |

## منظمات دولية مشتركة
يشترك البلدان في عضوية مجموعة من المنظمات الدولية، منها:
| علم المنظمة | اسم المنظمة                    | تاريخ انضمام السويد | تاريخ انضمام ليختنشتاين |
| ----------- | ------------------------------ | ------------------- | ----------------------- |
|             | الاتحاد البريدي العالمي        | ?                   | ?                       |
|             | منظمة حظر الأسلحة الكيميائية   | ?                   | ?                       |
|             | منظمة التجارة العالمية         | 1995                | ?                       |
|             | الأمم المتحدة                  | 19 نوفمبر 1946      | 18 سبتمبر 1990          |
|             | منظمة الشرطة الجنائية الدولية  | ?                   | ?                       |
|             | الاتحاد الدولي للاتصالات       | 1866                | 25 يوليو 1963           |
|             | مجلس أوروبا                    | ?                   | ?                       |
|             | منظمة الأمن والتعاون في أوروبا | 25 يونيو 1973       | 25 يونيو 1973           |

## وصلات خارجية
- موقع وزارة الخارجية السويدية